# Tommy Benford
Thomas „Tommy“ Benford (* 19. April 1905 in Charleston, West Virginia; † 24. März 1994) war ein US-amerikanischer Jazzmusiker (Schlagzeug). Benford war ein Vertreter des traditionellen Jazz.

## Leben
Benford wurde in den Appalachen geboren und erhielt mit seinem älteren Bruder, dem Tubaspieler Bill Benford, eine solide musikalische Ausbildung im Jenkins-Waisenhaus (Jenkins Orphanage) in South Carolina. 1914 ging er mit dem Schulorchester, der Jenkins Orphanage Band, sogar auf Tournee nach England. 1920 tourte er mit der Green River Minstrel Show und zog dann nahe Washington, D.C., wo er u. a. mit Elmer Snowden, Edgar Hayes, Charlie Skeet, Jelly Roll Morton, Fats Waller und mit dem Orchester seines Bruders Bill spielte (außerdem einen Monat als Ersatzmann bei Duke Ellington). Bekannt sind seine Beteiligung an Aufnahmen von Jelly Roll Morton 1928 und 1930 (u. a. Kansas City Stomp). Die Jahre 1932 bis 1941 verbrachte er in Europa. Von 1932 bis 1936 war Benford im Orchester des Violinisten Eddie South, von 1936 bis 1937 bei Freddy Taylor und ab 1938 bei Willie Lewis. Dabei entstanden Aufnahmen mit Coleman Hawkins, Bill Coleman, Joe Turner, Django Reinhardt und Sidney Bechet.
Ab 1943 spielte er bei Noble Sissle und danach mit Snub Mosley in New York. Er spielte regelmäßig im Jimmy Ryans Club, mit Swing-Musikern wie Rex Stewart und Revival-Musikern wie Muggsy Spanier. In den Jahren 1948 bis 1950 war Benford bei Bob Wilber engagiert. 1952 gastierte er mit Jimmy Archey in Deutschland und der Schweiz und Ende der 1950er Jahre mit der Jazz Train Revue von Eddie Barefield. Zwei Jahre später war Benford mit Muggsy Spanier in Kanada auf Tournee. Von 1956 bis 1959 war er bei Bob Pilsbury und danach wieder im Jimmy Ryan’s in New York City engagiert. In den 1960er Jahren spielte er in den Bands von Joe Thomas und Ed Hall. Danach spielte er u. a. mit Revival-Bands wie den Saints and Sinners von Danny Barker, der Harlem Blues and Jazz Band von Clyde Bernhardt, Bob Greene’s World of Jelly Roll Morton und dem Klarinettisten Stan MacDonald (Blue Horizon Jazz Band).